# Belianske lúky
Belianske lúky je národní přírodní rezervace v ochranném pásmu TANAP na Slovensku. Jedná se o rašeliniště, které je největší v Popradské kotlině.

## Poloha
Nachází se mezi levým břehem Belianskeho potoka a pravým břehem Biele severně od silnice I. třídy I/66 jihovýchodně od Lendaku a jihozápadně od Slovenské Vsi. Administrativně náleží do katastrálního území města Spišská Belá v okrese Kežmarok v Prešovském kraji.

## Vyhlášení
Území bylo vyhlášeno v roce 1983 Ministerstvem kultury Slovenské socialistické republiky na rozloze 89,4206 ha. Ochranné pásmo nebylo stanoveno. Čtvrtý stupeň ochrany byl zaveden vyhláškou Krajského úřadu životního prostředí v Prešově v roce 2004.